# Jur
Jur – imię męskie. Dawniej polski odpowiednik greckiego Georgios, na równi z Jerzym. Obecnie należy do imion bardzo rzadkich. Forma zdrobniała imienia – Jurek – funkcjonuje jako powszechne zdrobnienie formy Jerzy.